# Gmina Stolno
Die Gmina Stolno ist eine Landgemeinde im Powiat Chełmiński der Woiwodschaft Kujawien-Pommern in Polen. Ihr Sitz ist das Dorf Stolno (deutsch Stollno). 

## Gliederung
Zur Landgemeinde Stolno gehören 16 Orte (deutsche Namen bis 1945) mit einem Schulzenamt:
- Cepno (Cepno)
- Gorzuchowo (Gottersfeld)
- Grubno (Grubno, 1942–1945 Grubenhof)
- Małe Czyste (Reinau)
- Obory (Oborry, 1938–1945 Eiselau)
- Paparzyn (Paparczyn)
- Pilewice (Pillewitz)
- Robakowo (Rebkau)
- Rybieniec (Ribenz)
- Sarnowo (Sarnau)
- Trzebiełuch (Radmannsdorf)
- Wabcz (Wabcz)

Weitere Ortschaften der Gemeinde sind:
- Kobyły (Adlig Kobyli)
- Klęczkowo (Klinzkau)
- Łyniec (Linietz)
- Nałęcz
- Wabcz-Kolonia
- Wichorze (Wichorsee, 1942–1945 Wichersee)
- Wielkie Czyste (Groß Cziste)
- Zakrzewo (Zakrzewo)
- Zalesie (Bergswalde)

## Verkehr

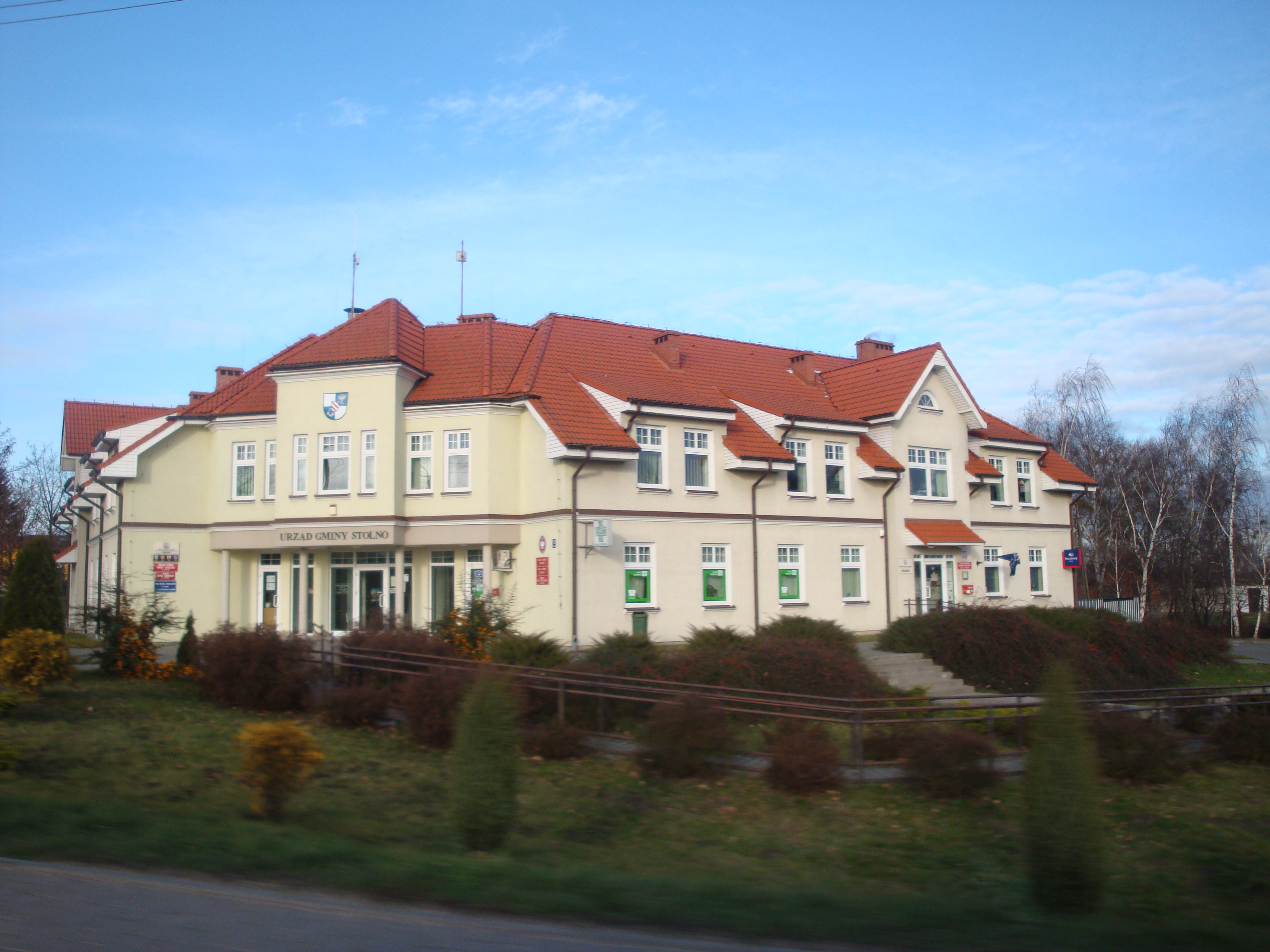
Neubauten in Stolno

Die Bahnhöfe Cepno und Stolno lagen an der Bahnstrecke Kornatowo–Chełmno, weit im Osten der Gemeinde liegt der Haltepunkt, früher Bahnhof, Gorzuchowo Chełmżyńskie an der Bahnstrecke Toruń–Malbork.

## Persönlichkeiten
- Justus Ruperti (1791–1861), Investor, erwirbt das Rittergut Grubno
- Max von Ruperti (1872–1945), Verwaltungsjurist, geboren in Grubno
- Karl Strecker (1884–1973), General, geboren in Radmannsdorf
- Anne-Marie Koeppen (1899–1940), Schriftstellerin, geboren in Bergswalde.